# St. Adalbert (Prag)

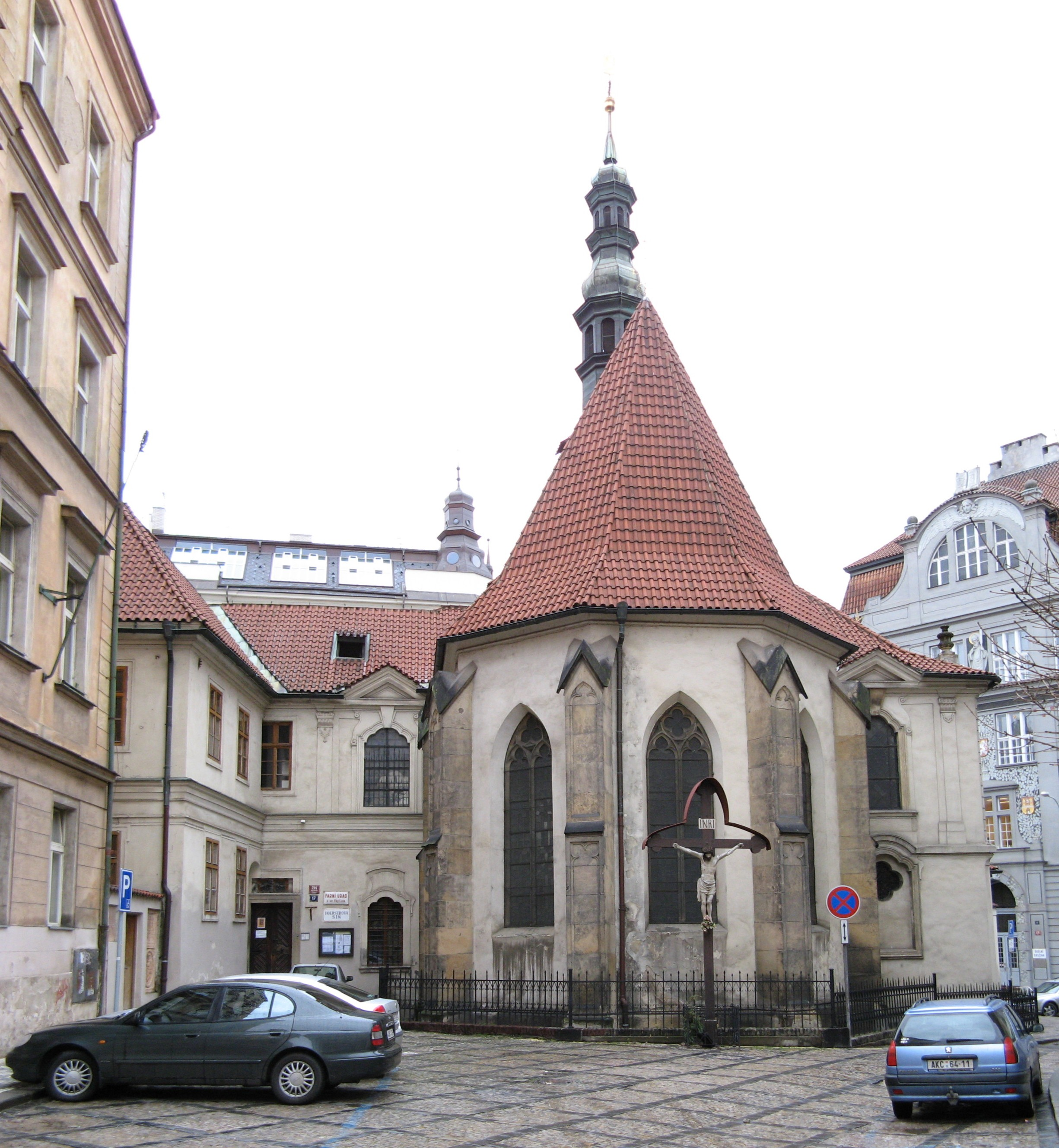
Kirche St. Adalbert (Prag)

Die St.-Adalbert-Kirche (Kostel sv. Vojtěcha v Jirchářich) ist ein Kirchengebäude in der tschechischen Hauptstadt Prag aus dem 13. Jahrhundert. Sie ist eine der Pfarr- und Friedhofskirchen der Prager Neustadt. Patron ist der Prager Bischof und Märtyrer Adalbert von Prag.

## Geschichte
Die Kirche war ursprünglich die Kirche einer Siedlung der Gerber und Weißgerber nahe dem Flussufer der Moldau. An die Kirche wurde um 1370 südlich ein zweites Schiff mit eigenem Presbyterium angefügt. Die Schlusssteine zeigen das Zunftzeichen der beiden Gewerbe.
Die Kreuzkapelle entstand um 1690 und der Glockenturm ebenfalls etwa 1700. Die gesamte Kirche wurde 1720–1730 außen und innen barock umgestaltet und 1875–1881 wieder regotisiert. Die spätgotische Statue der hl. Maria vom Zderaz aus dem Ende des 15. Jahrhunderts am Seitenaltar stammt aus der nicht erhaltenen zweiten Zderazer Kirche, aus der wohl auch das gotische Zinntaufbecken kommt.
Antonín Dvořák war ab 1874 für drei Jahre an dieser Kirche Organist.